# 射貫まとい
射貫まとい（いぬき まとい、Inuki Matoi）は、日本のバーチャルYouTuber、バーチャルアイドル。所属事務所「Re:AcT」（旧：「KAGAYAKI STARS」）。所属部門はアイドル部門。

## 概要
ASMR系、ゲーム実況系、歌ってみた系、お絵かき系、雑談系の動画を投稿・配信している。
YouTubeチャンネル「射貫まといちゃんねる」を運用しており、2021年1月現在、チャンネル登録者数はのべ4万7千人を超え、総視聴回数は480万回を超えている。
キャラクターデザインはイラストレーターのみすみが手掛けた。

## 来歴
2018年
- 7月6日、最初の動画が投稿された。
- 9月17日、SHOWROOMの声優誌『声優グランプリ』出演を掛けたイベントで1位入賞を果たし出演する。
- 11月5日、SHOWROOMのAKIBA観光協議会『広告モデル』出演を掛けたイベントで1位入賞を果たし出演する。
- 12月頃からASMR系の動画が多く再生され、多いものでは10万再生を超えるようになった。

2019年
- 2月17日、チャンネル登録者数1万人を達成する。
- 6月27日、チャンネル登録者数2万人を達成する。

## 人物
- バーチャルYouTuberとしてデビューする前は引きこもりの身であったが、昔から歌うことが好きで、1人前のアイドルを夢見ていた[6]。
- タバスコ、デスソースはそのまま飲むことができる。

## 受賞
- 声優グランプリ出演オーディション 1位
- AKIBA観光協会秋葉原広告モデル 1位

## 出演

### 雑誌
- 声優グランプリ（2019年1月号）

### ネット番組
- VTuber歌謡祭（2018年12月27日、Colon:）[7]
- 響ゆいの響けVtuberRadio！！（2018年12月1日、音泉）[8]

### イベント
- Re:A talK 〜はじめましてのお話し会〜（2019年3月31日）[9]

### インタビュー記事
- SHOWROOMバーチャル列伝 Re:AcT・射貫まといが語るSHOWROOMユーザーの熱量と本当に起きた奇跡（2019年2月12日）